# 塚穴古墳 (羽曳野市)

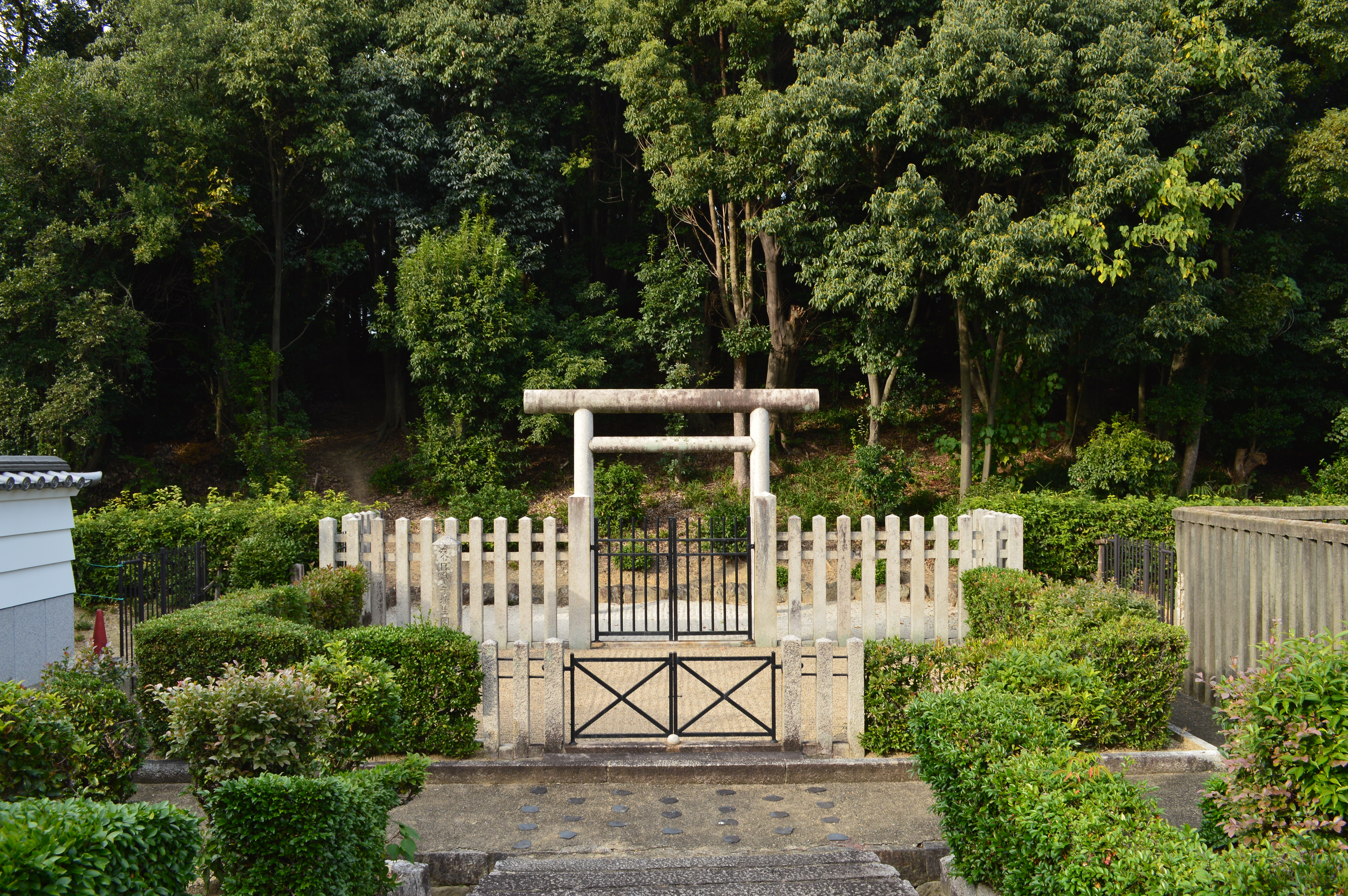
来目皇子埴生崗上墓 拝所

塚穴古墳（つかあなこふん）は、大阪府羽曳野市はびきのにある古墳。形状は方墳。古市古墳群を構成する古墳の1つ。
宮内庁により「埴生崗上墓（はにゅうのおかのえのはか）」として第31代用明天皇皇子の来目皇子の墓に治定されている。

## 概要
大阪府東部、羽曳野丘陵北端の台地上（標高64メートル）に築造された大型方墳である。一帯には本古墳のほかにもヒチンジョ池西古墳・小口山古墳などの終末期古墳が分布する。現在は宮内庁治定の来目皇子墓として同庁の管理下にあり、2008年度（平成20年度）に同庁による墳丘測量調査が、2005年度（平成17年度）以降に羽曳野市教育委員会による周辺の範囲確認調査などが実施されている。
墳形は方形で、一辺約53-54メートル・高さ約10メートルを測る。墳丘は3段築成。墳丘外表施設は明確でないが、墳丘裾部で凝灰岩による貼石が認められる。墳丘周囲には大規模な掘割と外堤が巡らされており、南側は土塊を用いた上下2段の堅固なつくりで幅16メートル・高さ2.5メートルを、北側は築山のように幅広で幅38メートル・高さ3メートルを測り、外堤を含めた古墳全体としては130メートル四方におよぶ。また南外堤には暗渠排水溝が存在する。埋葬施設は両袖式の横穴式石室で、南方向に開口した（現在は埋没）。江戸時代の記録ならびに明治期の記録によれば、岩屋山古墳（奈良県明日香村）を標式とする岩屋山式石室とされる。副葬品は詳らかでない。
築造時期は、古墳時代終末期の7世紀前半頃と推定される。被葬者は明らかでないが、前述のように現在は宮内庁により第31代用明天皇第二皇子の来目皇子（603年死去）の墓に治定されている。周辺には本古墳のほかに候補となる大型古墳は存在しないため、来目皇子墓である可能性は高いとされ、古墳編年における1つの基準として重要視される古墳になる。

## 遺跡歴
- 江戸時代後期、僧覚峰が石室内部の状況を記録（「埴生崗之古墳」）。
- 享和元年（1801年）刊行の『河内名所図会』に、覚峰の所見を引用して「塚穴」として記録。
- 1875年（明治8年）、教部省により埴生崗上墓に治定[6][2]。
- 1890年（明治23年）、拝所などの整備・修営（当時までは石室が開口、「来目皇子御墓御所在見取図」・「来目皇子御墓石槨百分ノ一畧圖」に記録）[6][2]。
- 1925年（大正14年）、測量図の作成。
- 2005-2006年（平成17-18年）、南側の宗教施設建設工事に伴う発掘調査（羽曳野市教育委員会、2007年に報告）[7]。
- 2008年度（平成20年度）、墳丘測量調査（宮内庁書陵部、2009年に報告）[2]。
- 2009年度（平成21年度）、羽曳山児童遊園の説明板撤去に伴う範囲確認調査（羽曳野市教育委員会、2010年に報告）[5]。
- 2023年度（令和5年度）、排水施設工事に伴う事前調査（宮内庁書陵部、2025年に報告）[3]。

## 埋葬施設
埋葬施設としては両袖式横穴式石室が構築されており、南方向に開口した（現在は埋没）。石室の規模は次の通り（明治23年作成の石室略図「来目皇子御墓石槨百分ノ一畧圖」による）。
- 玄室：長さ約5.5メートル（18尺）、幅約3.6メートル（12尺）、高さ3メートル以上（10尺余）
- 羨道：長さ約7.6メートル（25尺）、幅約1.8メートル（6尺）、高さ2.4メートル以上（8尺余）

江戸時代後期の覚峰の記録と明治23年の石室略図とを比較した際に、玄室の規模に大きな違いはないが、羨道の規模については覚峰は長さを2間半（15尺、4.54メートル）としており、注意が必要となる。
石室の石材は切石とみられる。玄室は2段積みで、奥壁では1石の上に2石、右側壁（西）では2石の上に2石、左側壁（東）では2石の上に3石を積む。羨道は1段積みで、左右とも3石である。天井石は、玄室では1石、羨道では2石。石室内には多量の土砂が流入し、玄室を中心に水が溜まっていたという。
覚峰の記録と石室略図によれば、岩屋山古墳（奈良県明日香村）を標式とする岩屋山式石室であることは確実視される。近年では、来目皇子の兄の厩戸皇子（聖徳太子、622年死去）の墓の叡福寺北古墳（太子町）も岩屋山式石室であることが確実視されており、岩屋山式石室の年代観を考察するうえで重要視される。
江戸時代の記録では、石室内に石棺はないとする。大阪狭山市の狭山池では、鎌倉時代の重源の改修時に各地の古墳から持ち出されたとみられる多数の石棺が知られるが、塚穴古墳は狭山池に最も近い大型の後期古墳であるため、石室内の石棺は持ち出されてこの狭山池石棺群に含まれる可能性が高いと推測される。特に、大王級の大型の刳抜式家形石棺が使用されたと推測されることから、竜山石製の石棺B（棺蓋）・石棺3（棺身）のセットが第一候補とされる。

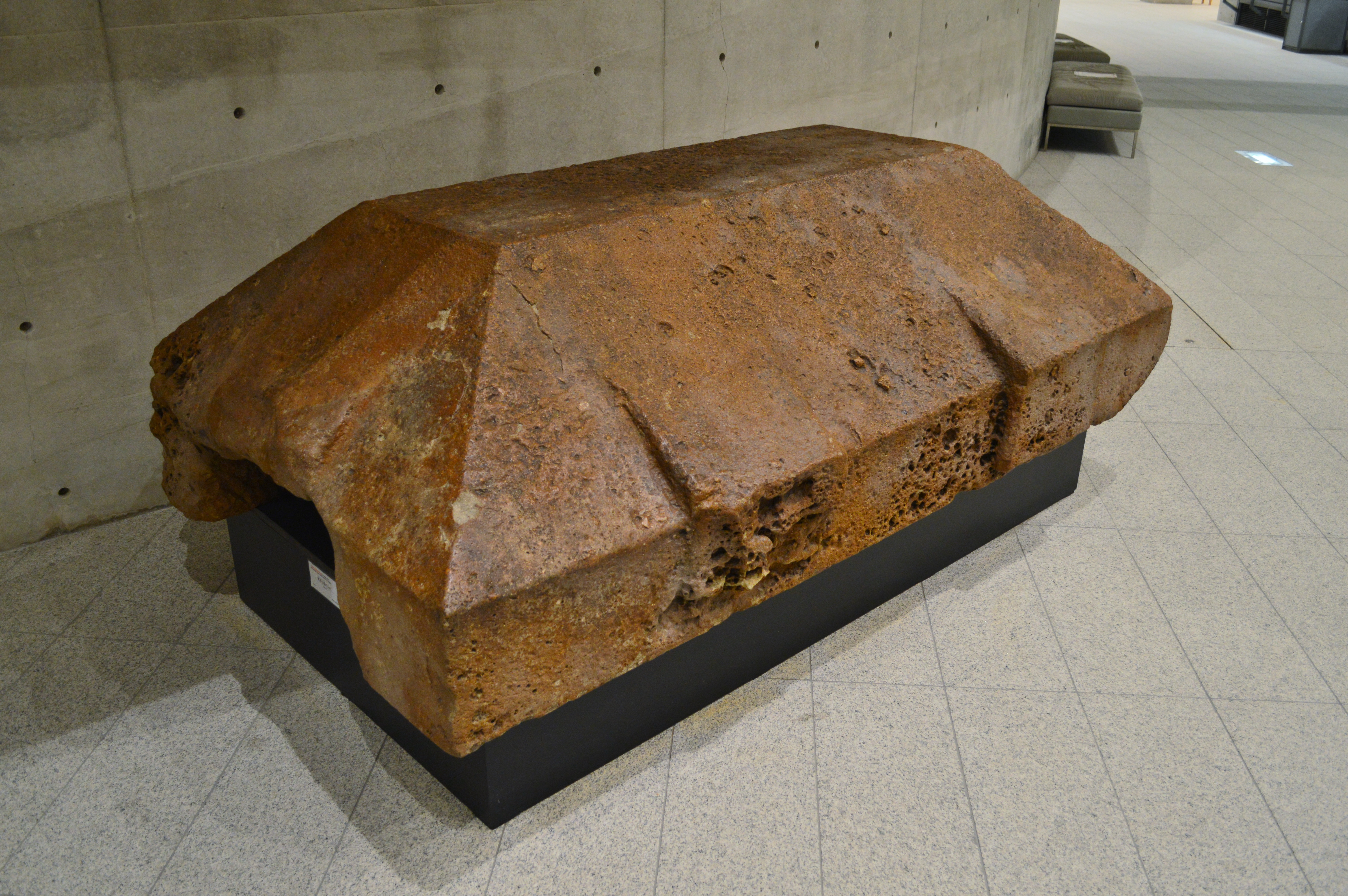
狭山池石棺B 大阪府立狭山池博物館展示。
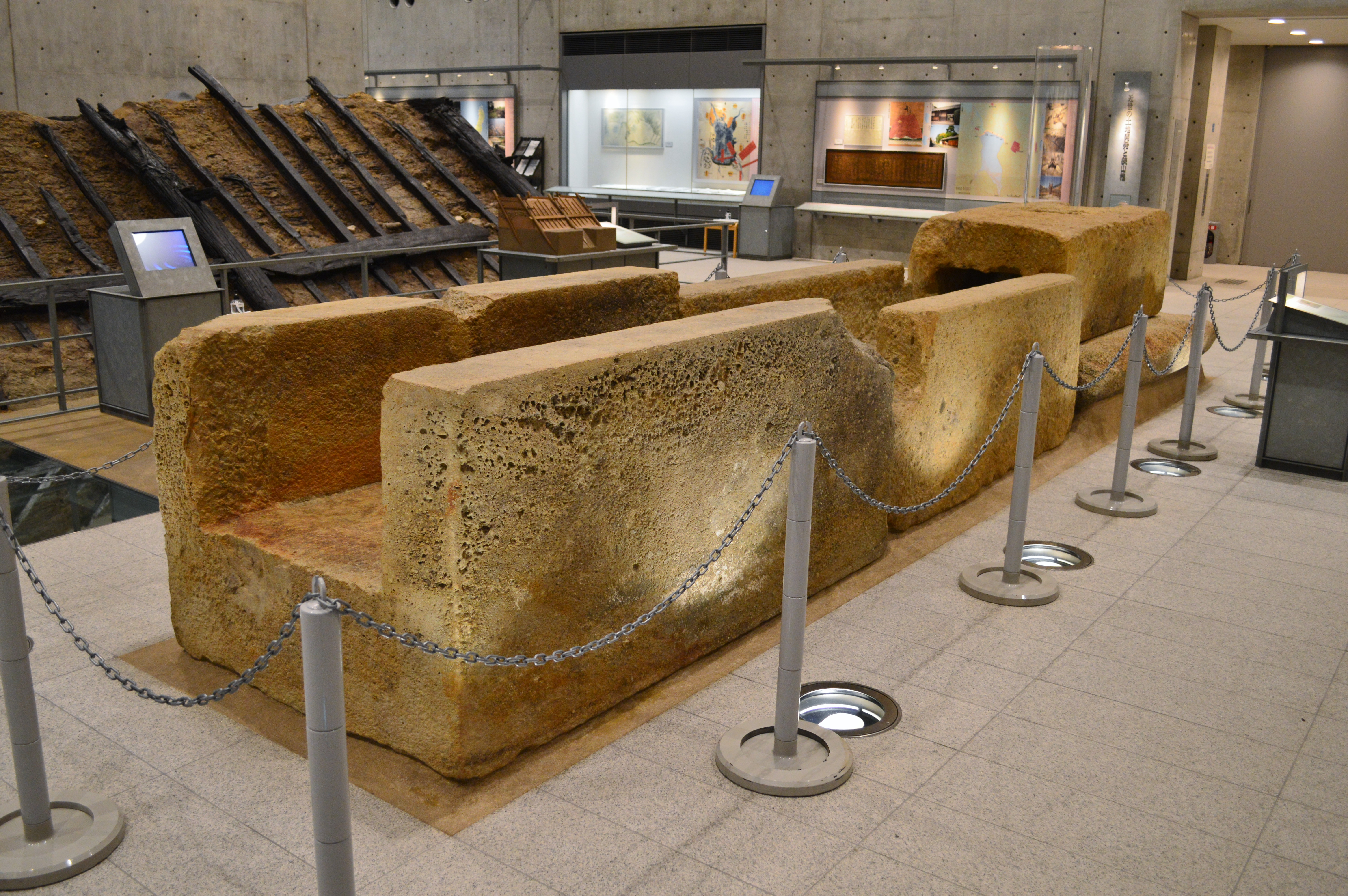
狭山池石棺3（左端） 大阪府立狭山池博物館展示。

## 被葬者
塚穴古墳の実際の被葬者は明らかでないが、宮内庁では第31代用明天皇皇子の来目皇子の墓に治定している。来目皇子（久米王/来目王）は、用明天皇と穴穂部間人皇女の間の4子のうち、第一皇子の厩戸皇子（聖徳太子）に次ぐ第二皇子である。『日本書紀』によれば、推古天皇10年（602年）2月に撃新羅将軍となり、諸神部・国造・伴造からなる軍衆2万5千を授けられ、筑紫の嶋郡に赴き船舶を集めて軍糧を運んだが、推古天皇10年6月に病気となり、推古天皇11年（603年）2月丙子（4日）に筑紫で死去したという。そして「周防娑婆」で殯を行い、土師連猪手を遣わして殯のことを担当させ、その後に「河内埴生山岡上」に葬ったとする。『延喜式』諸陵寮には、葬所の記載はない。
古来、官道の丹比道が東西に羽曳野丘陵を越える地点（現在の羽曳野市野々上付近）が「埴生坂」と称されており、塚穴古墳の所在地は地名と合致する。江戸時代後期に至り、駒ヶ谷に所在した金剛輪寺の僧覚峰が、当時「塚穴」と呼ばれた本古墳を来目皇子墓に比定。1875年（明治8年）には教部省により埴生崗上墓に治定され、現在に至っている。周辺には本古墳のほかに候補となる大型古墳は存在しないため、考古学的にも来目皇子墓である可能性は高いとされる。
なお、殯を行った「周防娑婆（周防国佐波郡）」については、山口県防府市の桑山塔ノ尾古墳に治定されているが（江戸時代に消滅、出土遺物埋納地が宮内庁により殯斂地に治定）、考古学的には否定的であり、同市の大日古墳に比定する説が挙げられる。大日古墳の石室は岩屋山式で、石室内には竜山石製の刳抜式家形石棺を据えており、来目皇子の仮埋葬の棺の可能性が指摘される。